# Duje Bonačić
Duje Bonačić   (Split, 10 d'abril de 1929 - Split, 24 de gener de 2020) fou un remer croat que va competir sota bandera iugoslava durant les dècades de 1940 i 1950. També practicà la natació i l'handbol.
De pare croat i mare eslovena, s'inicià en el rem a la fi de la Segona Guerra Mundial per enfortir el cos, perquè amb una alçada de 1,83 m sols pesava 56 kg.
El 1952 va prendre part en els Jocs Olímpics d'Estiu de Hèlsinki, on guanyà la medalla d'or en la prova del quatre sense timoner del programa de rem. Formà equip amb Velimir Valenta, Mate Trojanović i Petar Šegvić. En el seu palmarès també destaquen cinc campionats nacionals entre 1950 i 1953. Després de retirar-se de les competicions va treballar com a professor de geografia, meteorologia i oceanografia a escoles marítimes i també va exercir d'entrenador i àrbitre de rem i vela.